# Niketamid
Niketamid – organiczny związek chemiczny, substancja psychoaktywna o działaniu stymulującym, stosowana jako lek analeptyczny. 
Bezpieczna maksymalna dawka dobowa to 1,5 g.
W Polsce niketamid występuje pod nazwą handlową Cardiamidum (kardiamid), a także jest składnikiem produktu leczniczego Glucardiamid (niketamid, glukoza). Niketamid wchodził także w skład obecnie wycofanego z lecznictwa preparatu o nazwie Cardiamid-Coffein (niketamid, kofeina, strychnina). Obecnie pod nazwą Cardiamid z kofeiną produkowany jest suplement diety w postaci kropli zawierający kofeinę, pirydoksynę oraz wyciągi roślinne. Produkt ten nie zawiera niketamidu.
.